# Arnoliseus
Arnoliseus Braul, 2002 è un genere di ragni appartenente alla famiglia Salticidae.

## Etimologia
Il nome deriva dall'aracnologo brasiliano Lise e dal suffisso latino -us, comune a molti generi di esseri viventi.

## Distribuzione
Le due specie note di questo genere sono diffuse in Brasile.

## Tassonomia
Originariamente descritto da Eugène Simon come appartenente al genere Vinnius nel 1902, solo dopo ben 100 anni, nel 2002, è assurto al rango di genere.
A maggio 2010, si compone di due specie:
- Arnoliseus calcarifer (Simon, 1902)[2] — Brasile
- Arnoliseus graciosa Braul & Lise, 2002 — Brasile